# The Chicago Code
The Chicago Code è una serie televisiva statunitense di genere poliziesco, creata da Shawn Ryan e in onda dal 7 febbraio 2011 su FOX.
In Italia è trasmessa dall'11 maggio 2011 sul canale pay di Sky Italia FOX.
Il 10 maggio 2011 Fox ha annunciato che la serie non avrebbe avuto seguito in una seconda stagione.

## Trama
Jarek Wysocki milita da anni nella polizia di Chicago ed è una leggenda in città per la capacità con la quale, sotto la supervisione del suo ex partner Teresa Colvin, riesce a combattere la criminalità e la corruzione che minacciano le strade e gli ambienti politici locali. Spinto dalla sete di vendetta dopo l'assassinio del fratello, Wysocki non si ferma davanti a nulla pur di abbattere i suoi potenti avversari, tra cui il magnate Ronin Gibbons, il quale ha governato il suo distretto con il guanto di velluto per oltre due decenni. Teresa Colvin, infatti, è stata la più giovane donna della città di Chicago a diventare "superintendent", carica che corrisponde a quella di "Capo della Polizia". La sua missione è quella di combattere la corruzione negli organi pubblici della città, nonostante non venga supportata, finanziariamente, dalla stessa municipalità.
Esempio della corruzione è l'Aldermanno Gibbons, uomo amato dalla gente e costantemente rieletto, anche in forza dei molti favori distribuiti.

## Personaggi e interpreti
- Jarek Wysocki, interpretato da Jason Clarke.
- Teresa Colvin, interpretata da Jennifer Beals.
- Caleb Evers, interpretato da Matt Lauria.
- Vonda Wysocki, interpretato da Devin Kelley.
- Isaac Joiner, interpretato da Todd Williams.
- Liam Hennessey, interpretato da Billy Lush.
- Alderman Ronin Gibbons, interpretato da Delroy Lindo.

## Episodi
| Stagione       | Episodi | Prima TV USA | Prima TV Italia |
| -------------- | ------- | ------------ | --------------- |
| Prima stagione | 13      | 2011         | 2011            |